# John Brahm
John Brahm (Hamburg, Imperi Alemany, 17 d'agost de 1893 - Malibú (Califòrnia), 11 d'octubre de 1982), nascut amb el nom de Hans Brahm, fou un director de cinema i teatre estatunidenc. Era fill de l'actor alemany Ludwig Brahm i nebot de l'empresari teatral Otto Brahm.
Va ser director teatral a Viena però el 1934 s'exilià a París, d'on després passà a Anglaterra, per anar a parar finalment a Hollywood el 1936. Immediatament després de la seva arribada al cinema americà va contribuir a transmetre l'herència de l'expressionisme alemany en moltes pel·lícules. Es poden destacar pel·lícules com Let Us Live (1939), The Lodger (1944), Hangover Square (1945) o The Locket (1947). A partir de la dècada dels 50 Brahm va treballar per a la televisió dirigint molts episodis de sèries com "Alfred Hichcock Presents" o "The Twilight Zone".

## Filmografia
- Broken Blossoms (1936)
- Counsel for Crime (1937)
- Girls' School (1938)
- Penitentiary (1938)
- Let Us Live (1939)
- Rio (1939)
- Escape to Glory (1940)
- Wild Geese Calling (1941)
- Orchestra Wives (1942)
- The Undying Monster (1942)
- Tonight We Raid Calais (1943)
- Wintertime (1943)
- Bomber's Moon (1943)
- Guest in the House (1944)
- The Lodger (1944)
- Hangover Square (1945)
- The Locket (1946)
- Three Little Girls in Blue (1946)
- The Brasher Doubloon (1947)
- Singapore (1947)
- Siren of Atlantis (1949)
- Face to Face (1952)
- The Miracle of Our Lady of Fatima (1952)
- The Diamond Queen (1953)
- The Mad Magician (1954)
- Bengazi (1955)
- Special Delivery (1955)
- The Golden Plague (1963)
- Hot Rods to Hell (1967)